# أليكس روان
أليكس روان (بالبرتغالية: Alex Ruan Vasconcelos Ferreira) هو لاعب كرة قدم برازيلي في مركز الدفاع، ولد في 5 فبراير 1993 في بليم في البرازيل. لعب مع نادي أيه بي سي.

## وصلات خارجية
- أليكس روان على موقع قاعدة بيانات كرة القدم.إي يو (الإنجليزية)
- أليكس روان على موقع Soccerway.com (الإنجليزية)